# Gauliga Sachsen 1943/44
Die Gauliga Sachsen 1943/44 war die elfte Spielzeit der Gauliga Sachsen im Fußball. Die Meisterschaft sicherte sich der Dresdner SC mit acht Punkten Vorsprung auf die Mannschaft der SG Zwickau. Der Dresdner SC qualifizierte sich für die Endrunde um die deutsche Meisterschaft und sicherte sich die Meisterschaft. In dieser Spielzeit gab es keine Absteiger, da die Liga in verschiedene Staffeln aufgeteilt wurde.

## Abschlusstabelle
| Pl. | Verein                     | Sp. | S  | U | N  | Tore    | Quote | Punkte |
| --- | -------------------------- | --- | -- | - | -- | ------- | ----- | ------ |
| 1.  | Dresdner SC (M)            | 18  | 16 | 0 | 2  | 102:170 | 6,00  | 32:40  |
| 2.  | SG Zwickau (N)             | 18  | 12 | 0 | 6  | 055:370 | 1,49  | 24:12  |
| 3.  | BC Hartha                  | 18  | 10 | 1 | 7  | 052:640 | 0,81  | 21:15  |
| 4.  | Chemnitzer BC              | 18  | 9  | 1 | 8  | 052:470 | 1,11  | 19:17  |
| 5.  | Döbelner SC                | 18  | 8  | 1 | 9  | 051:590 | 0,86  | 17:19  |
| 6.  | Riesaer SV                 | 18  | 8  | 0 | 10 | 040:440 | 0,91  | 16:20  |
| 7.  | Planitzer SC               | 18  | 7  | 1 | 10 | 040:460 | 0,87  | 15:21  |
| 8.  | KSG TuRa/SpVgg Leipzig (N) | 18  | 7  | 0 | 11 | 043:610 | 0,70  | 14:22  |
| 9.  | SV Fortuna Leipzig         | 18  | 6  | 2 | 10 | 039:570 | 0,68  | 14:22  |
| 10. | VfB Leipzig                | 18  | 4  | 0 | 14 | 031:730 | 0,42  | 08:28  |

| (M) | Titelverteidiger              |
| (N) | Aufsteiger aus den 1. Klassen |

## Aufstiegsrunde
Die Austragung der üblichen Aufstiegsrunde begann am 21. Mai 1944, qualifiziert waren die Sieger der vier Bezirksklassen, wobei es im Bereich Plauen-Zwickau zwei Teilnehmer gab. Ursprünglich stiegen der Militär SV Borna und die SG OrPo Chemnitz auf, mit der später beschlossenen Erweiterung der kommenden Gauligaspielzeit wurde die Aufstiegsrunde jedoch obsolet und alle Teilnehmer stiegen auf.
Kreuztabelle
| 1943/44                | BOR  | ORP | WIL  | TEU | SFD |
| ---------------------- | ---- | --- | ---- | --- | --- |
| Militär SV Borna       |      | 7:1 | 13:0 | 9:0 |     |
| SG OrPo Chemnitz       | 1:2  |     | 14:1 | 4:3 | 3:1 |
| TG Wilkau-Haßlau       | 1:10 | 5:3 |      | 5:4 |     |
| FC Teutonia Netzschkau | 4:6  | 3:8 | 1:2  |     |     |
| Sportfreunde Dresden   | 3:4  | 1:3 |      | 7:1 |     |

Abschlusstabelle
| Pl. | Verein                                                                                   | Sp. | S | U | N | Tore    | Quote | Punkte |
| --- | ---------------------------------------------------------------------------------------- | --- | - | - | - | ------- | ----- | ------ |
| 1.  | Militär SV Borna (Sieger 1. Klasse Leipzig)                                              | 6   | 6 | 0 | 0 | 047:700 | 6,71  | 12:0   |
| 2.  | SG OrPo Chemnitz (Sieger 1. Klasse Chemnitz)                                             | 6   | 3 | 0 | 3 | 031:210 | 1,48  | 06:60  |
| 3.  | TG Wilkau-Haßlau (Sieger 1. Klasse Plauen-Zwickau Bereich Glauchau-Zwickau)              | 6   | 3 | 0 | 3 | 014:450 | 0,31  | 06:60  |
| 4.  | FC Teutonia Netzschkau (Sieger 1. Klasse Plauen-Zwickau Bereich Vogtland-Westerzgebirge) | 6   | 0 | 0 | 6 | 015:340 | 0,44  | 0:12   |
| 5.  | Sportfreunde Dresden a (Sieger 1. Klasse Dresden)                                        | 0   | 0 | 0 | 0 | 000:000 | 1,00  | 0:0    |